# 1차 능동수송
1차 능동수송(Primary Active Transport)이란 농도 기울기를 역행하여 물질을 수송하는 능동수송의 한 종류이다.

## 내용
1차 능동수송은 직접능동수송 (Direct Active Transport)이라고 부르기도 하며 대사에너지를 이용하여 이루어진다. 대사에너지는 대부분의 경우 생체 내 에너지 저장 물질인 ATP를 가수분해하여 얻는다.
세포 안팎의 분자나 물질이 가지는 전기화학적 기울기를 역행하여 물질을 수송한다.
펌프를 이용하는 경우가 많다. 단일수송체를 사용한다.

## 예시
나트륨-칼륨 펌프가 1차 능동수송을 사용한다.

## 같이 보기
- 능동수송
- 전기화학적 기울기
- 2차 능동수송